# Louis-Marcel Richardet
Louis-Marcel Richardet (17 mei 1864 - 14 januari 1923) was een Zwitsers schutter. Hij nam deel aan de Olympische Zomerspelen van 1900 en de Olympische Zomerspelen van 1906. Hij behaalde hierbij zes olympische medailles, waarvan vijf gouden. Daarmee is hij de Zwitserse olympiër die de meeste gouden medailles behaalde.

## Biografie
Louis-Marcel Richardet nam deel aan twee Olympische Spelen, namelijk de Olympische Zomerspelen van 1900 en de Tussenliggende Spelen van 1906. Hij won hierbij vijf gouden en één zilveren medaille. Geen enkele Zwitserse olympiër behaalde meer gouden medailles dan Richardet.
Daarenboven won Richardet 20 medailles op de wereldkampioenschappen schietsport tussen 1897 en 1909, waarvan elf gouden, vier zilveren en vijf bronzen medailles. In deze periode was Zwitserland een van de toplanden in de schietsport. Negen van zijn elf gouden medailles behaalde Richardet dan ook in groepsverband. Verder won hij individuele medailles bij de wereldkampioenschappen van 1903 in Buenos Aires in Argentinië en de wereldkampioenschappen van 1905 in Brussel in België.